# 刘爽 (1969年)
刘爽（1969年11月—），辽宁营口人，中国共产党和中华人民共和国政治人物。

## 生平
1988年9月加入中国共产党，1986年9月参加工作，大学学历，中国人解放军陆军装甲兵工程学院毕业，北京大学公共管理硕士学位。曾先后在国务院办公厅人事司、中央纪委组织部、中央纪委纪检监察干部监督室等部门任职，深耕组织人事和纪检监察系统。
2017年11月任中央纪委组织部部长（副部长级）。
2018年5月任中央纪委国家监委组织部部长（副部长级）。
2018年10月，中共中央决定，任命刘爽中共河北省委常委、省纪委书记，接替此前调任中国红十字会党组书记的梁惠玲的职务。他也以49岁低龄超过中共内蒙古自治区党委常委、纪委书记刘奇凡（51岁），成为彼时最年轻的省级纪委书记。同年11月，被河北省人大常委会任命为河北省监察委员会副主任、代主任。2019年1月，在河北省第十三届人民代表大会第二次会议上正式当选为河北省监察委员会主任。
2021年11月，任中共内蒙古自治区党委常委、自治区纪委书记。12月，被内蒙古自治区人大常委会任命为内蒙古自治区监委副主任、代主任。